# Piper gilvescens
Piper gilvescens är en pepparväxtart som beskrevs av William Trelease. Piper gilvescens ingår i släktet Piper och familjen pepparväxter. Inga underarter finns listade i Catalogue of Life.